# Castillo de Belvoir

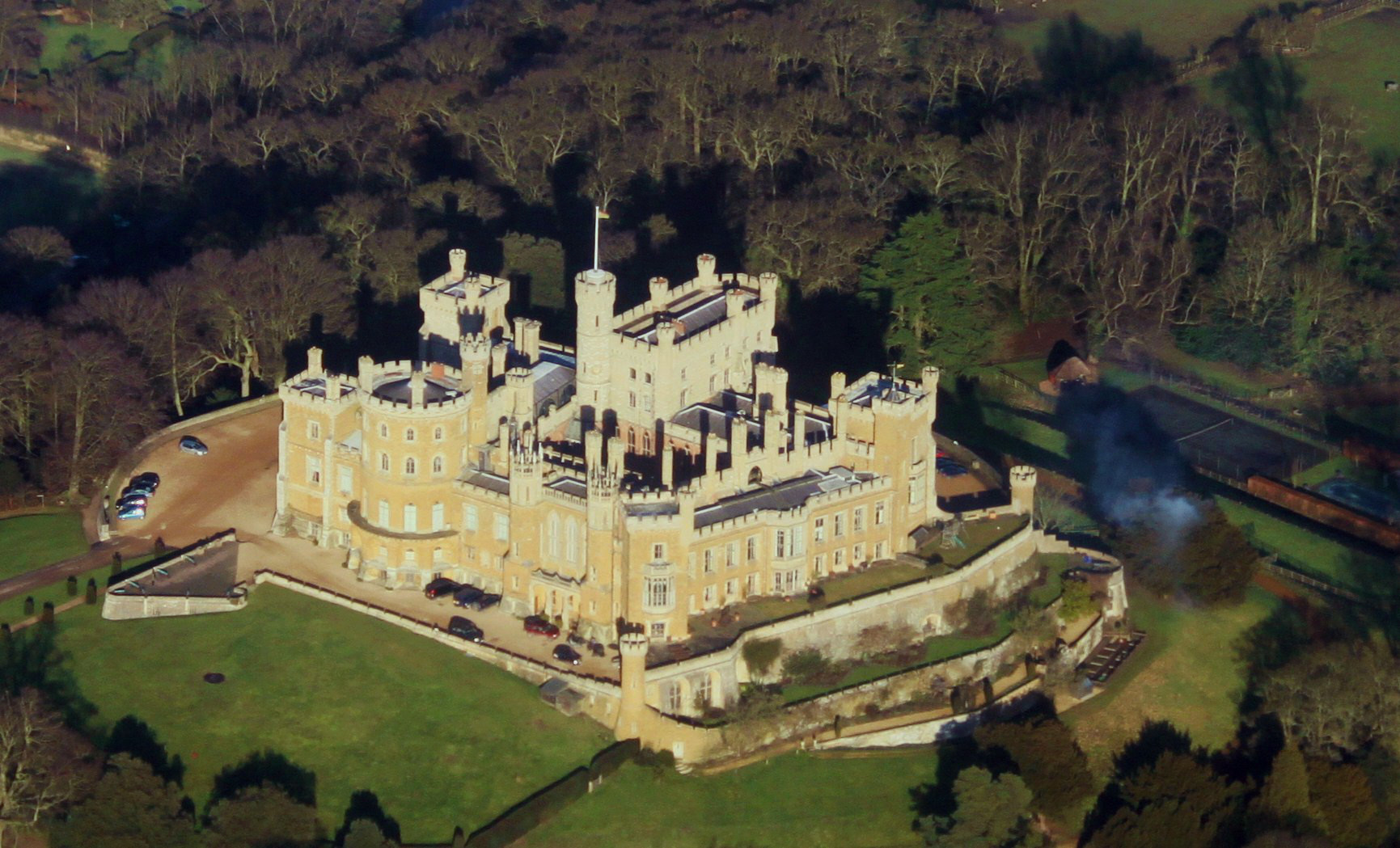
El Castillo de Belvoir.

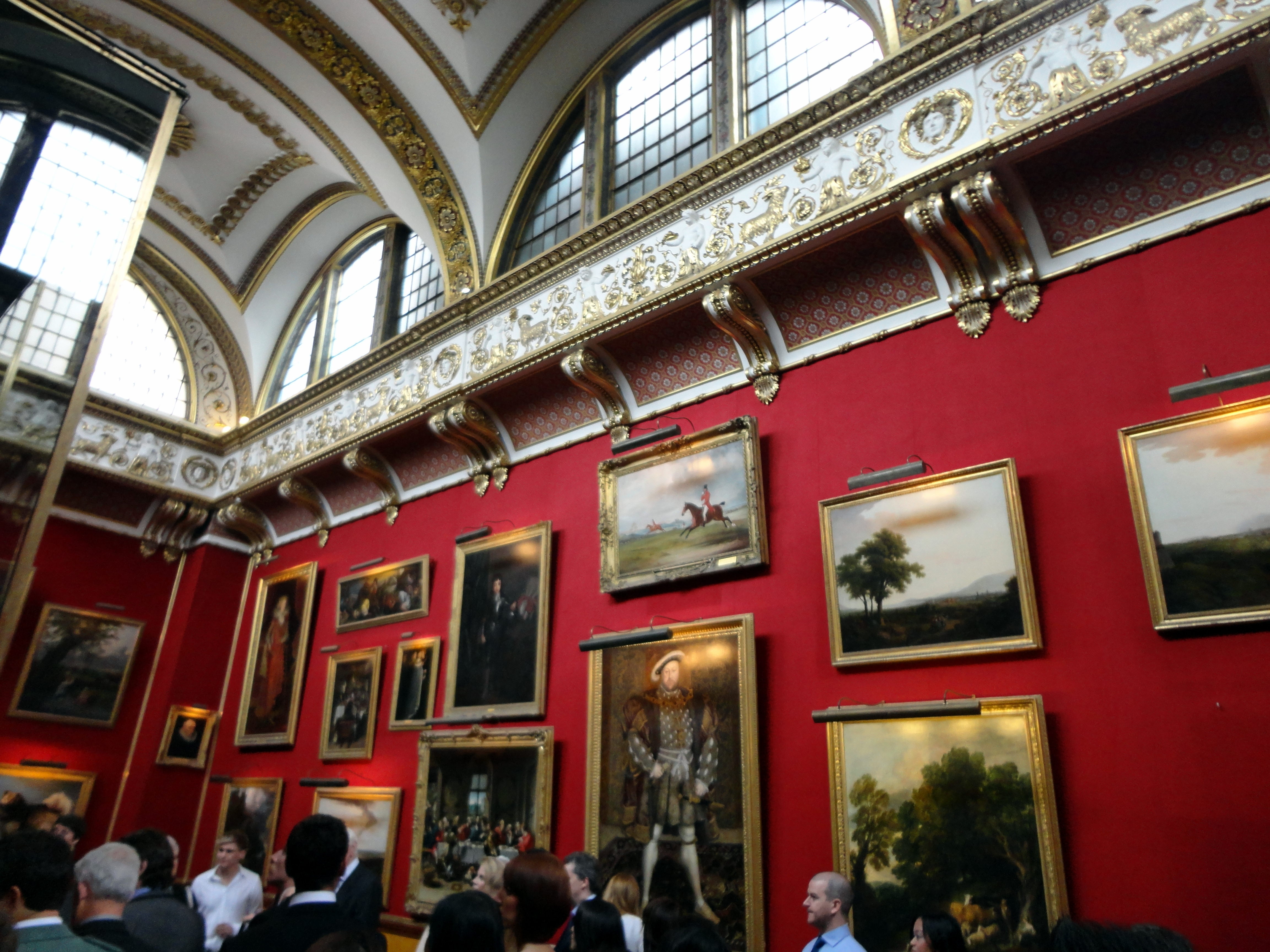
Interior.

El castillo de Belvoir es una casa señorial en el condado de Leicestershire, Inglaterra, con vistas al Valle de Belvoir. Sigue perteneciendo a la saga ducal de Rutland, si bien es visitable como atracción turística y alquila algunos de sus espacios para celebraciones privadas. Debido a su especial valor es un edificio con máxima protección (Grado I). Es reseñado con frecuencia en libros de arte por albergar una famosa serie de cuadros de Nicolas Poussin, si bien actualmente no subsiste completa y se halla dispersa en varios museos.
El castillo está cerca de muchos pueblos, incluyendo Redmile, Woolsthorpe, Knipton, Harlaxton, Croxton Kerriel y Bottesford, y la ciudad de Grantham.

## El Castillo
Originalmente en este lugar se alzaba un castillo normando. Durante la Guerra Civil Inglesa fue uno de los más notables bastiones de los que apoyaban al rey. Finalmente el castillo pasó a manos de los duques de Rutland y tras un fuego en 1816, fue reconstruido por la mujer del 5.º duque, dando al castillo el aire medieval que tiene ahora. El arquitecto James Wyatt fue el responsable de esta reconstrucción, y el resultado es un edificio semejante a un castillo medieval, su torre central recuerda a la del Castillo de Windsor. El castillo actual es la quinta estructura que se alza en este lugar desde tiempos normandos.
Belvoir ha sido la residencia de los duques y duquesas de Rutland durante unos mil años. El castillo es actualmente la residencia de los undécimos duques y de sus cinco hijos.
El castillo está abierto al público y contiene numerosas obras de arte. Aquí llegaron en el siglo XVIII, procedentes de Roma, los siete cuadros de Los Sacramentos de Nicolas Poussin, que habían pertenecido a Cassiano dal Pozzo. Tristemente, la familia ducal solo conserva ahora dos de ellos. Uno se perdió en el incendio de 1816; otro fue vendido en el siglo XX, pasando a la National Gallery de Washington y en septiembre de 2011 se vendió otro (La Ordenación) al Museo de Arte Kimbell de Fort Worth (Texas) por unos 15,5 millones de libras. A fin de liquidar los impuestos aplicados a tal venta, en noviembre de 2012 los duques accedieron a vender otro cuadro de la serie, La Extrema Unción, al Fitzwilliam Museum de Cambridge por 4 millones de libras esterlinas. En 2023 la National Gallery de Londres anunció la adquisición de La Eucaristía. 
Entre las restantes joyas de Belvoir, hay que citar un retrato de cuerpo entero de Enrique VIII atribuido a Hans Holbein el Joven y ejemplos de Thomas Gainsborough, Joshua Reynolds...
El Museo de los Reales Regimientos 17.º y 21.º de Lanceros de la Reina fue establecido aquí en 1964 pero cambió de lugar en octubre de 2007. Lo más importante del tour son las lujosas habitaciones, el salón más famoso el Elisabeth (esposa del 5.º Duque), la Regents Gallery y el comedor inspirado en los Romanos.

## Los terrenos
El castillo se asienta en una gran finca de unos 120 km². Los terrenos que rodean el Castillo también están abiertos, y la Root House (casa de verano) igualmente se puede visitar  (fue construida por encargo de la mujer del 5.º Duque). El actual Duque está restaurando los jardines de Belvoir, que incluyen el Valle Secreto y la casa de verano del año 1800.
Toda la finca está abierta al público y ofrece varios tipos de actividades al aire libre, como tiro, pesca y recorridos en quad y cuatro por cuatro. En diferentes momentos del año se realizan exhibiciones con ovejas, patos y perros.

## Uso actual: cine, festivales...
El castillo, como otras mansiones británicas, se sustenta económicamente en buena medida gracias al turismo y a su uso como escenario de diversos rodajes. Se usó en la película de terror La guarida (1999) y también en la exitosa película de intriga El código Da Vinci (adaptación de la popular novela) donde recreaba Castel Gandolfo, residencia de verano del Papa. En septiembre de 2007 se usó como exterior en el rodaje de la película La Joven Victoria, estrenada en 2008.
Desde la primavera de 2006 el castillo ha sido el lugar de celebración Fin de semana de Música Folk. Organizado por voluntarios, y con un presupuesto muy reducido, el evento tiene un estilo y una atmósfera única. Intérpretes y artistas de Música Folk de toda la región renuncian a sus habituales honorarios y gastos, por la oportunidad de tocar en la mágica Sala de Baile de Belvoir, en la sala de la guardia, en la sala de los funcionarios y en la Regent's Gallery.